# Lista över bästsäljande Nintendo 64-spel
Detta är en lista över Nintendo 64 spel som har sålt eller skeppat minst en miljon exemplar.

## Listan
| År   | Titel                                | Sålda exemplar                                                                |
| ---- | ------------------------------------ | ----------------------------------------------------------------------------- |
| 1996 | Super Mario 64                       | 11,89 miljoner                                                                |
| 1996 | Mario Kart 64                        | 9,87 miljoner                                                                 |
| 1997 | Goldeneye 007                        | 8,09 miljoner                                                                 |
| 1998 | The Legend of Zelda: Ocarina of Time | 7,6 miljoner                                                                  |
| 1999 | Super Smash Bros.                    | 5,55 miljoner                                                                 |
| 1999 | Pokémon Stadium                      | 5,45 miljoner: 3,16 miljoner i USA, 710 765 i Japan, 100 000 i Storbritannien |
| 1999 | Donkey Kong 64                       | 5,27 miljoner: 2,67 miljoner i USA, 1,1 miljoner i Japan                      |
| 1997 | Diddy Kong Racing                    | 4,88 miljoner: 3,78 miljoner i USA och PAL, 653,928 i Japan                   |
| 1997 | Star Fox 64                          | 4,03 miljoner: 2,76 miljoner i USA, 565 222 i Japan                           |
| 1998 | Banjo-Kazooie                        | 3,65 miljoner: 1,8 miljoner i USA, 400 000 i Japan                            |
| 2000 | Banjo-Tooie                          | 3 miljoner                                                                    |
| 1999 | Pokémon Snap                         | 3,63 miljoner: 2,22 miljoner i USA, 498 155 i Japan                           |
| 2000 | The Legend of Zelda: Majora's Mask   | 3,36 miljoner                                                                 |
| 1999 | Star Wars Episode I: Racer           | 3,12 miljoner: 1,71 miljoner i USA, 87 826 i Japan                            |
| 1996 | Wave Race 64                         | 2,94 miljoner: 1,95 miljoner i USA, 154 682 i Japan                           |
| 1997 | Yoshi's Story                        | 2,85 miljoner: 1,1 miljoner i US, 852 846 i Japan                             |
| 2000 | Pokémon Stadium 2                    | 2,73 miljoner: 1,14 miljoner i Japan, 1,01 miljoner i USA                     |
| 1998 | Mario Party                          | 2,70 miljoner: 1,23 miljoner i USA, 714 358 i Japan                           |
| 1996 | Star Wars: Shadows of the Empire     | 2,65 miljoner: 1,98 miljoner i USA, 28 038 i Japan                            |
| 2000 | Perfect Dark                         | 2,52 miljoner                                                                 |
| 1999 | Mario Party 2                        | 2,50 miljoner: 1,26 miljoner i USA, 1,07 miljoner i Japan                     |
| 1998 | WCW/nWo Revenge                      | 2,38 miljoner i USA                                                           |
| 2000 | Mario Tennis                         | 2,32 miljoner, 1,1 miljoner i Japan, 669 958 i USA                            |
| 1998 | Star Wars: Rogue Squadron            | 2,17 miljoner: 1,59 miljoner i USA, 44 337 i Japan                            |
| 2000 | Tony Hawk's Pro Skater               | 2,11 miljoner i USA                                                           |
| 1998 | 1080° Snowboarding                   | 2,03 miljoner: 1,23 miljoner i USA, 23 908 i Japan                            |
| 2000 | Mario Party 3                        | 1,91 miljoner, 1,02 miljoner i Japan, 624 468 i USA                           |
| 1998 | Turok 2: Seeds of Evil               | 1,86 miljoner: 1,14 miljoner i USA, 13 683 i Japan; 1.4 miljoner skeppade     |
| 1998 | Hey You, Pikachu!                    | 1,83 miljoner, 744 870 i Japan, 721 720 i USA                                 |
| 2000 | Kirby 64: The Crystal Shards         | 1,77 miljoner: 1,07 miljoner i Japan, 541 600 i USA                           |
| 1996 | Cruis'n USA                          | 1,74 miljoner i USA                                                           |
| 1997 | WCW vs. nWo: World Tour              | 1,69 miljoner i USA                                                           |
| 2000 | The World Is Not Enough              | 1,55 miljoner i USA                                                           |
| 2000 | WWF No Mercy                         | 1,50 miljoner i USA                                                           |
| 1999 | WWF WrestleMania 2000                | 1,48 miljoner i USA                                                           |
| 1999 | Mario Golf                           | 1,47 miljoner: 534 283 i USA, 470 779 i Japan                                 |
| 1999 | Namco Museum 64                      | 1,45 miljoner i US                                                            |
| 1998 | South Park                           | 1,4 miljoner                                                                  |
| 2000 | Paper Mario                          | 1,38 miljoner                                                                 |
| 1997 | Turok: Dinosaur Hunter               | 1,20 miljoner                                                                 |
| 1998 | Kobe Bryant in NBA Courtside         | 1,19 miljoner                                                                 |
| 1996 | Pilotwings 64                        | 1,12 miljoner                                                                 |

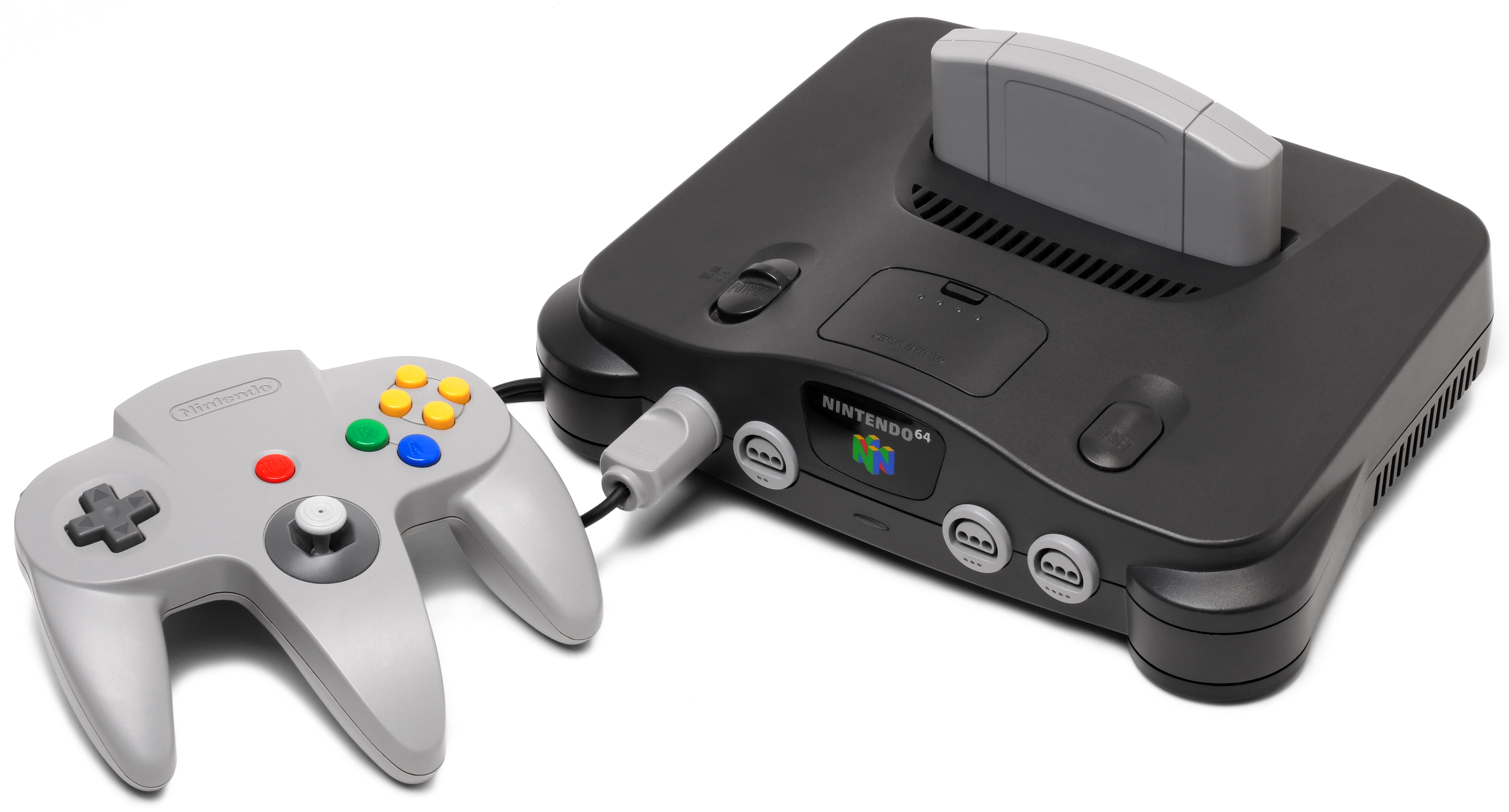
Nintendo 64

Totalt antal sålda Nintendo 64-spel sedan 31 december 2009: 224,97 miljoner.